# Philipp Schmidt (Autor)

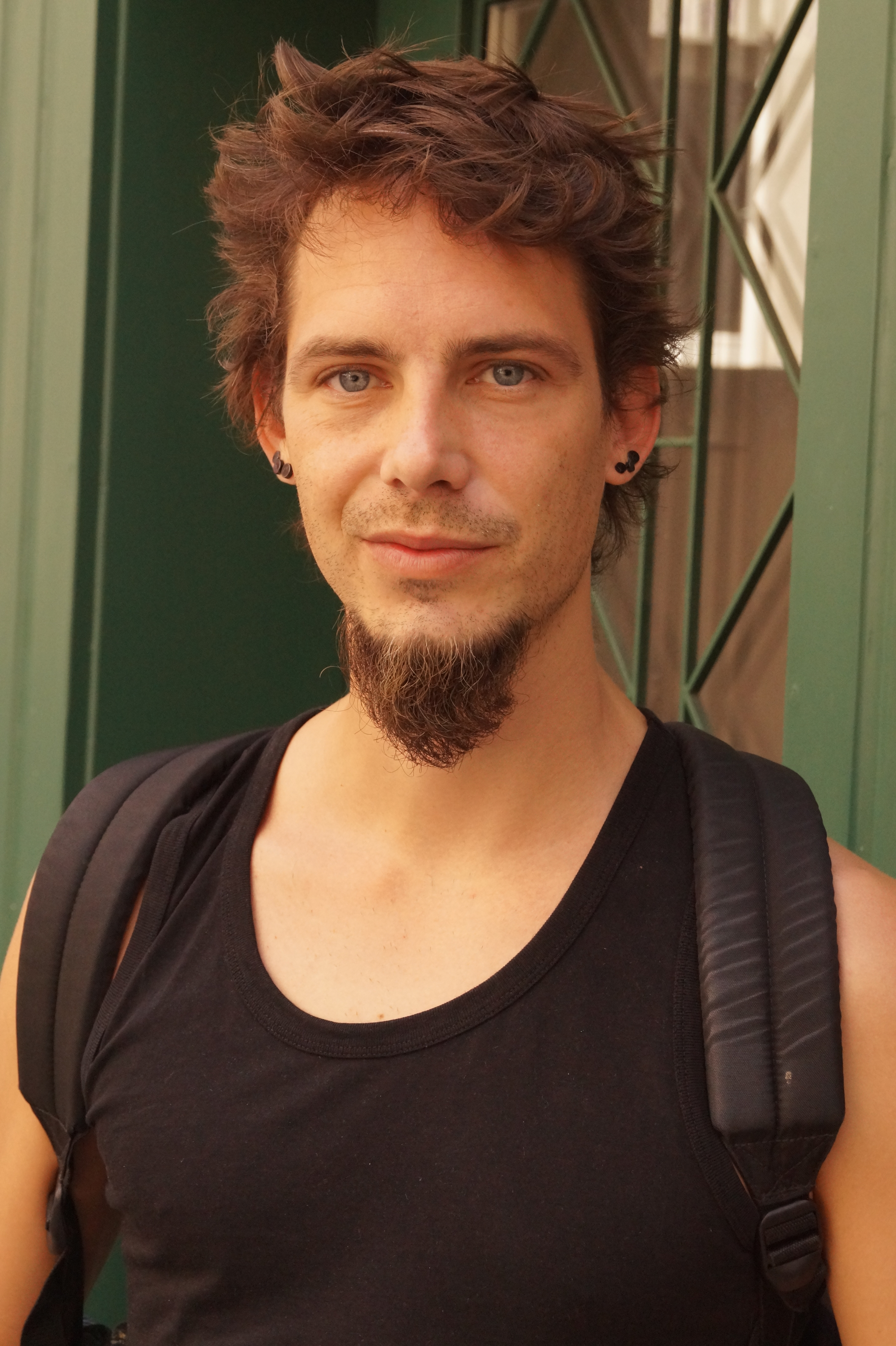
Philipp Schmidt (2017)

Philipp Schmidt (* 29. November 1982 in Breisach am Rhein) ist ein deutscher Schriftsteller und Journalist.

## Leben
Schmidt wurde in Breisach am Rhein geboren. Er studierte Philosophie und Germanistik in Tübingen, wo er mit seiner Lebensgefährtin und seinem Sohn wohnt. Seit 2013 ist Schmidt hauptberuflich Schriftsteller. Zudem ist er als Journalist für das Schwäbische Tagblatt tätig.

## Werk
Seine schriftstellerische Tätigkeit umfasst erzählerische Werke, zumeist in den verschiedenen Spielarten der Phantastik. Er bedient sich aber auch der Genres Krimi und Horror. Eine in den meisten Geschichten genutzte Erzähltechnik ist das Cross-Genre, zumeist eine Mischung aus Fantasy und anderen Elementen.  Er bevorzugt das  Schreiben von Reihen und Romanzyklen und ist ein ausgesprochener Vielschreiber. Seit 2013 wurden 29 Bücher (Stand September 2018), davon 17 in unterschiedlichen Serien, publiziert.
2013 wurde sein erster Fantasy-Roman, Rabenflüstern, veröffentlicht, zwei Jahre später ein zweiter Teil, Krähentanz, aus demselben Zyklus Gottesauge. Dieser erste Zyklus widmete sich klassischen Themen der Fantasy und vermischt sie mit einer – für das Genre untypischen – rauen und pointiert dreckigen Sprache.
Ebenfalls 2013 begann er die auf neun Teile angelegte Reihe Schattengewächse, die er bereits 2015 abschloss. Der Zyklus verbindet Sci-Fi, im engeren Sinne Dystopie und Cyberpunk, mit Fantasy-Elementen, vor allem der Einsatz von Magie in einer hochtechnisierten Welt ist auffällig. Die Serie hat eine klare kapitalismuskritische und antipatriarchalische Botschaft. Ende 2017 entstand zudem der Kurzfilm SCHATTENGEWÄCHSE – Showdown im ARCADI, der einen Einblick in die Welt der Schattengewächse bietet.
2018 widmete sich der Autor erneut dem Cyberpunk mit dem Einzelband Cybiz: Die Farbe der Nacht. Der Roman ist allerdings keine Fortsetzung der Reihe Schattengewächse, sondern steht für sich selbst.
2015 erschien der erste Band der historischen Fantasy Das Reich des Johannes – Pela Dir. Der Roman referiert auf den mystischen Priesterkönig Johannes, dessen angeblicher Brief Joannis presbiteri Epistola 1165 zum ersten Mal erwähnt wurde. 2017 folgte der zweite Teil der Reihe: Fennmark.
2016 erschienen die ersten beiden Bände der Reihe Der Traumermittler. Die Reihe verbindet klassische Elemente des Kriminalromans mit dem Genre Mystery. So löst der Ermittler seine Fälle im Traum, durch den Einsatz von Klarträumen, bzw. luziden Träumen.
Ähnlich wie Schattengewächse spielt auch die 2017 erscheinende Ödland-Saga in einer dystopischen Zukunft, welche sich spürbar an Mad Max orientiert und die Genres Western, Postapokalypse und Fantasy verbindet. Während die Handlung des ersten Bands an einen Roadmovie erinnert, spielt der zweite Band an einem festen Standort Prak-City – offensichtlich an die Tschechische  Hauptstadt Prag angelehnt und mit vielen Motiven und Mythen der Stadt versehen. Die Serie wurde bereits 2017 mit dem vierten Band abgeschlossen.
2018 erschien die politische Arabeske Zwischen den Stühlen, der erste Politikroman des Autors. Der Ton des Romanes ist stark feministisch und porträtiert die Landschaft der deutschen Polit-talk-Sendungen.
Ebenfalls 2018 erschien der Fantasyroman Der Grenzwächter, der dem Genre Contemporary Fantasy oder Urban Fantasy zuzuschreiben ist. Die von Neil Gaiman populär gemachte Idee, Götter seien vom Glauben der Menschen abhängig, wird hier ein anderes Konzept entgegengestellt.
Als Prequel für die „Violent Earth“-Serie trug Schmidt zwei Bände bei und schrieb die Einzelbände Flucht aus der Unterwelt – Eine Endzeit-Western-Fantasy, die in einem Höhlensystem unter der Erde spielt, sowie den phantastischen Roman Meister dunklen Pfades. Letzterer basiert augenscheinlich auf dem Dreh zum Film The Crow und setzt nach dem Tod des Hauptdarstellers Brandon Lee, im Buch [bʀanˌdɔn] an, und etabliert sich als klassische Unterweltreise.
Vom 31. Mai 2017 bis zum 23. Mai 2018 erschien sein auf 52 Episoden angelegter Regionalkrimi Schwarz in Schwarz wöchentlich am Mittwoch im Tagblatt Anzeiger des Schwäbischen Tagblatts. Bereits am 29. Juli 2018 erschien der Roman als Print, mit zahlreichen Schwarz-Weiß Illustrationen.

## Publikationen (Auswahl)

### Reihen

#### „Das Reich des Johannes“
- Pela Dir (Band 1), Ferge Verlag, 2015, ISBN 978-1-51430219-4.
- Fennmark (Band 2), Ferge Verlag, 2017.

#### „Der Traumermittler“
- Unter Birken (Band 1), Ferge Verlag, 2016, ISBN 978-1-52337529-5.
- Hinter Flammen (Band 2), Ferge Verlag, 2016-

#### „Die Ödland-Saga“ (abgeschlossen)
- Herrscher der Blutwüste (Band 1), Ferge Verlag, 2017, ISBN 978-3-74317998-1.
- Angst und Schrecken in Prak City (Band 2), Ferge Verlag, 2017, ISBN 978-3-74481692-2.
- Für eine Handvoll Quins (Band 3), Ferge Verlag, 2017
- Im Schatten der schwarzen Pyramide (Band 4), Ferge Verlag, 2017

#### „Gottesauge“
- Rabenflüstern (Band 2), Begedia Verlag, 2013, ISBN 978-3-94379563-9-
- Krähentanz (Band 1), Begedia Verlag, 2015, ISBN 978-3-95777045-5-

#### „Schattengewächse“ (abgeschlossen)
- Auftakt (Band 1), Writers on the Wallside, dritte Auflage 2017, ISBN 978-3-74481805-6.
- Die Triadenkönigin (Band 2), Writers on the Wallside, dritte Auflage 2017, ISBN 978-3-74481978-7.
- Alles auf Zero (Band 3), zweite Auflage 2015, ISBN 978-1-51941132-7.
- Zurück in den Gossen (Band 4),  zweite Auflage 2015, ISBN 978-1-51942300-9.
- All In (Band 5), zweite Auflage 2015, ISBN 978-1-51947091-1.
- Auf die harte Tour (Band 6), zweite Auflage 2015, ISBN 978-1-51949614-0.
- Bis zum letzten Bit (Band 7), zweite Auflage 2015, ISBN 978-1-51953439-2.
- Aufstand (Band 8), zweite Auflage 2015, ISBN 978-1-51955273-0.
- Zu den Sternen (Band 9), zweite Auflage 2015, ISBN 978-1-51956135-0.

### Einzelbände (Auswahl)
- Der Grenzwächter. TWENTYSIX, 2018, ISBN 978-3-74074476-2.
- Cybiz: Die Farbe der Nacht. Ferge Verlag, 2018.
- Schwarz in Schwarz: Ein Tübinger Regionalkrimi. TWENTYSIX, 2018, ISBN 978-3-74074679-7.
- Zwischen den Stühlen: eine politische Arabeske. 2018, ISBN 978-1719164375
- Meister dunklen Pfades. Ein phantastischer Roman. Amrûn Verlag, 2017, ISBN 978-3-95869262-6.

### Kinderbücher
- Der kleine Nachtmahr. Ferge Verlag, 2017, ISBN 978-3-74487084-9.